# Resseliella salvadorae
Resseliella salvadorae är en tvåvingeart som beskrevs av Rao 1951. Resseliella salvadorae ingår i släktet Resseliella och familjen gallmyggor. Inga underarter finns listade i Catalogue of Life.